# Hıdırköy, Bandırma
Hıdırköy là một xã thuộc huyện Bandırma, tỉnh Balıkesir, Thổ Nhĩ Kỳ. Dân số thời điểm năm 2010 là 139 người.